# قائمة العطل الرسمية في الجزائر
هذه قائمة بأيام العطل الرّسمية في الجزائر.

## وطنية
تعتمد التقويم الميلادي.
| التاريخ  | الاسم المحلي                 | المناسبة | عدد الأيام    |
| -------- | ---------------------------- | --- | ------------- |
| 1 يناير  | رأس السنة الميلادية          | أول أيام السنة حسب التقويم الميلادي                                                                          | يوم واحد (01) |
| 12 يناير | يناير                        | يوم رأس السنة الامازيغية. أصدر رئيس الجمهورية يوم عطلة رسمية في 27 ديسمبر 2017 اعتبارًا من يوم 12 يناير 2018. | يوم واحد (01) |
| 1 مايو   | عيد العمال                   | يوم عطلة يتم خلالها عقد العديد من الفعاليات النقابية من طرف الاتحاد العام للعمال الجزائريين                  | يوم واحد (01) |
| 5 يوليو  | عيد الاستقلال                | الذكرى السنوية لاستقلال الجزائر الموافق لـ 5 يوليو سنة 1962                                                  | يوم واحد (01) |
| 1 نوفمبر | ذكرى إندلاع الثورة التحريرية | يوم وطني، ذكرى اندلاع الثورة الموافق للاثنين 1 نوفمبر 1954                                                   | يوم واحد (01) |

## دينية
تعتمد التقويم الهجري.
| التاريخ       | الاسم             | المناسبة                                               | عدد الأيام      |
| ------------- | ----------------- | ------------------------------------------------------ | --------------- |
| 1 محرم        | رأس السنة الهجرية | أول أيام السنة حسب التقويم الهجري                      | يوم واحد (01)   |
| 10 محرم       | عاشوراء           |                                                        | يوم واحد (01)   |
| 12 ربيع الأول | المولد النبوي     | يوم مولد رسول الله محمد بن عبد الله صلى الله عليه وسلم | يوم واحد (01)   |
| 1 شوال        | عيد الفطر         | نهاية شهر رمضان                                        | ثلاثة أيام (03) |
| 10 ذو الحجة   | عيد الأضحى        | موسم الحج                                              | ثلاثة أيام (03) |

## أنظر أيضًا
- الجزائر العطلات الرسمية 2017 - Africa Public Holidays 2017
- القانون رقم 63-278 ممضي في 26 يوليو 1963 الجريدة الرسمية عدد 53 مؤرخة في 02 غشت 1963 المعدل والمتمم، الذي يحدد قائمة الأعياد الرسمية . joradp.dz